# Ferrocarril de la Necrópolis de Londres
El Ferrocarril de la Necrópolis de Londres era una línea de tren inaugurada en noviembre de 1854 por la Compañía de Necrópolis de Londres (LNC), para transportar cadáveres y dolientes entre Londres y el entonces recién inaugurado Cementerio de Brookwood de la LNC, a 37 kilómetros al suroeste de Londres en Brookwood (Surrey). En aquel entonces, el Cementerio Brookwood, el mayor del mundo, había sido diseñado para ser lo suficientemente grande como para albergar a todos los fallecidos en Londres durante los siglos venideros, y la LNC esperaba hacerse con el monopolio de la industria funeraria de Londres. El cementerio se había construido deliberadamente lo suficientemente lejos de Londres como para que nunca se viera afectado por el crecimiento urbano y dependía del recién inventado ferrocarril para conectarlo con la ciudad.
El ferrocarril discurría en su mayor parte a lo largo de las vías existentes del Ferrocarril de Londres y del Suroeste (LSWR), pero contaba con sus propios ramales desde la línea principal, tanto  en Londres como en Brookwood. Los trenes transportaban ataúdes y pasajeros desde una estación específica en Waterloo, Londres, hasta las vías del LSWR. Al llegar al cementerio, los trenes daban marcha atrás por un ramal específico, hasta dos estaciones en el cementerio: una, para el entierro de anglicanos; y otra, para el entierro de los inconformistas (no anglicanos) y de quienes no quisieran un funeral de la Iglesia de Inglaterra. Las salas de espera de la estación y los compartimientos en el tren, tanto para pasajeros vivos como para fallecidos, estaban divididas según la religión y la clase social, para evitar que se mezclasen tanto los dolientes como los cadáveres de distintos orígenes sociales. Además del tráfico fúnebre regular, el Ferrocarril de la Necrópolis de Londres se utilizó para transportar grandes cantidades de cuerpos exhumados durante el traslado masivo desde varios cementerios en Londres hacia Brookwood.
La compañía no logró monopolizar la industria funeraria y el sistema no fue tan exitoso como esperaban los promotores. Si bien habían planeado transportar entre 10 000 y 50 000 cuerpos al año, en 1941, después de 87 años de operaciones, solo se habían realizado poco más de 200 000 entierros en el Cementerio de Brookwood, lo que equivalía aproximadamente a alrededor de 2 300 cuerpos al año.
En la noche del 16 al 17 de abril de 1941, la terminal londinense sufrió graves daños durante un bombardeo aéreo y quedó inutilizable. A pesar de que la LNC continuó ofreciendo servicios fúnebres ocasionales desde la estación de Waterloo hasta la de Brookwood, sita inmediatamente al norte del cementerio, el Ferrocarril de la Necrópolis de Londres no volvió a ser utilizado. Poco después del final de la Segunda Guerra Mundial, las partes sobrevivientes de la estación londinense fueron vendidas como espacio para oficinas y se retiraron las vías del cementerio. La parte del edificio londinense que albergaba las oficinas de la LNC se conserva en la actualidad. Las dos estaciones del cementerio permanecieron abiertas como quioscos de refrigerios durante algunos años, pero posteriormente fueron demolidas. El emplazamiento de la estación norte, que daba servicio al cementerio de los inconformistas, está en la actualidad cubierto de maleza. El emplazamiento de la estación sur, la de los anglicanos, alberga ahora un monasterio ortodoxo ruso y un santuario dedicado al rey Eduardo el Mártir, el cual incorpora el andén de la estación sobreviviente y las antiguas capillas de la estación.

## Crisis fúnebre de Londres
Los muertos de Londres habían sido enterrados tradicionalmente en y alrededor de iglesias locales, y con una cantidad limitada de espacio para entierros, las criptas más antiguas eran exhumadas regularmente para liberar espacio para nuevos entierros. En la primera mitad del siglo XIX la población de Londres se había más que duplicado, de un poco menos de un millón de personas en 1801 a caso dos y medio millones en 1851. A pesar del rápido crecimiento de la población, la cantidad de tierras destinadas a panteones permaneció igual en aproximadamente 300 acres (1.2 km²), propagados a través de 200 sitios pequeños. Los panteones pasaron a estar muy congestionados. Cuerpos en decadencia contaminaron el suministro de agua y la ciudad sufrió epidemias regulares de cólera, viruela, sarampión y tifoidea. La política de salud pública en este momento era generalmente formada por la teoría miasma (la creencia de que las partículas volando eran el factor primario de la propagación de enfermedades contagiosas), los malos olores y los riesgos de enfermedad causada por cuerpos apilados y la exhumación de cuerpos pudriéndose causó gran preocupación pública. Una Comisión Real establecida en 1842 para investigar el problema concluyó que los terrenos para entierros de Londres habían llegado a estar tan superpoblados que era imposible excavar una nueva tumba sin toparse con otra ya existente.
En 1848-49 un epidemia de cólera mató a 14,601 personas en Londres y abrumo el sistema fúnebre por completo. Los cuerpos eran dejados en pilas por montones esperando entierro y aun tumbas recientes eran exhumadas para hacer sitio a los nuevos entierros.

### Soluciones propuestas
En el despertar de preocupaciones públicas después de las epidemias de cólera y los descubrimientos de la Comisión Real, el Acto para arreglar las leyes con respecto a los Entierros de los Muertos en la Metrópolis (Acto Fúnebre) fue aprobado en 1851. Bajo el Acto Fúnebre, nuevos entierros fueron prohibidos en lo que antes eran las áreas urbanizadas de Londres. Siete grandes cementerios habían abierto recientemente a una corta distancia de Londres o estaban en el proceso de abrir, y se convirtieron temporalmente en los sitios principales de entierros en Londres. El gobierno buscó los medios para prevenir el incremento constante del número de muertes en Londres de abrumar los nuevos cementerios en la misma manera en la que se habían superpoblado los panteones tradicionales.Edwin Chadwick propuso el cierre de todos los panteones existentes en la vecindad de Londres aparte del Cementerio Privado Kensal Green al Noroeste de la ciudad, el cual estaba por ser nacionalizado y agrandado para proveer un solo sitio fúnebre para el Oeste de Londres. Un gran tracto de tierra en el Támesis alrededor de 14.5 kilómetros al Sureste de Londres en Abbey Wood estaba destinado a convertirse en un solo sitio de espacio fúnebre para el Este de Londres. La tesorería estaba escéptica de que el esquema de Chadwick pudiera alguna vez ser viable financieramente, y no era muy popular. A pesar de que el Acto Metropolitano de Enterramientos de 1850 autorizó el esquema, fue abandonado en 1852.

## La compañía de la Necrópolis de Londres
Una propuesta alternativa fue hecha por Sir Richar Broun y Richard Sprye, quienes planearon usar la tecnología emergente de transporte motorizado para resolver la crisis. El esquema consistía en comprar un solo tracto de tierra muy grande alrededor de 37 kilómetros de Londres en Brookwood cerca de Woking, Surrey, a ser llamado Cementerio Brookwood o la Necrópolis de Londres. A esta distancia, el terreno estaría lo suficientemente lejos del crecimiento máximo de la ciudad proyectado. El Ferrocarril de Londres y del Suroeste (LSWR) - el cual había conectado Londres a Woking en 1838- podría habilitar el transporte de cuerpos y dolientes de Londres al sitio fácilmente y de una manera barata. Broun previó trenes dedicados a ataúdes, cada uno cargando de 50-60 cuerpos, viajando desde Londres a la nueva Necrópolis temprano en la mañana o tarde en la noche, y los ataúdes siendo almacenados en el sitio del cementerio hasta el tiempo del funeral. Los dolientes podrían entonces ser llevados a la parte apropiada del cementerio por un tren para pasajeros durante el día.
Broun calculó que un sitio de 1500 acres (6.1 km²) podría acomodar a un total de 5 830 500 tumbas individuales en una sola capa. Si la práctica de enterrar a una sola familia en cada tumba fuera abandonada y la práctica tradicional para funerales pobres de 10 entierros por tumba fuera adoptada, el sitio sería capaz de acomodar 28 500 000 cuerpos. Asumiendo 50,000 muertes por año y suponiendo que las familias a menudo escogerían compartir una tumba, Broun calculó que aunque con la prohibición de tumbas en masa tardaría más de 350 años en llenar una sola capa del cementerio. A pesar de que el sitio Brookwood estaba a una gran distancia desde Londres, Broun y Sprye argumentaban que la velocidad del ferrocarril lo haría más fácil y más barato de alcanzar que los siete cementerios existentes, todos los cuales requerían un lento y caro viaje en carreta fúnebre para cargar el cuerpo y los dolientes desde Londres al sitio fúnebre.
Los accionistas del LSWR estaban preocupados por el impacto que tendría el esquema del cementerio en las operaciones normales del ferrocarril. En una junta de accionistas en agosto de 1852 preocupaciones fueron levantadas acerca del impacto de los trenes fúnebres en el tráfico normal y en la discreción en la que se habían llevado a cabo las negociaciones entre el LSWR y los promotores. La administración del LSWR juró que no se harían concesiones con los operadores del cementerio, además de prometer el uso de un tren cada día. Charles Blomfield, el obispo de Londres era generalmente hostil hacia los esquemas del ferrocarril, argumentando que el ruido y la velocidad del ferrocarril eran incompatibles con la solemnidad de los servicios fúnebres cristianos. Blomfield también consideró inapropiado que las familias de personas de distintos entornos sociales tuvieran que compartir un tren, y sentía que degradaba la dignidad de los cuerpos fallecidos de miembros respetables de la comunidad ser llevados en un tren que también transportaba cuerpos de aquellos que habían llevado una vida inmoral.
El 30 de junio de 1852 los promotores del esquema Brookwood obtuvieron consentimiento por parte del Parlamento para proceder, y la Compañía de Necrópolis y Mausoleo Nacional de Londres (LNC) fue formada. El antiguo ejido en Woking cerca de Brookwood, propiedad de Earl de Onslow, fue elegido como sitio para el nuevo cementerio. Para prevenir que el LSWR explotara su monopolio en el acceso al cementerio, el Acto privado del Parlamente autorizando el esquema limitó al LSWR a llevar cuerpos y dolientes al cementerio a perpetuidad y puso una tarifa máxima que se impondría en el tráfico fúnebre, pero no especificaba en detalle como deberían operar los trenes fúnebres.
El esquema de Broun había previsto que el cementerio funcionara en ambos lados de la vía principal del LSWR y que se dividiera por religión, con distintas paradas separadas en la vía principal, cada una incorporando una capilla, para servir a cada sección de la religión. El nuevo ingeniero consultor de la compañía, William Cubitt, rechazo esta idea y recomendó un solo sitio al sur de la vía del ferrocarril, servida con una rama privada de la vía a través del cementerio. La compañía también consideró el plan de Broun de trenes dedicados a ataúdes como poco realista, argumentando que los familiares no querrían que los ataúdes fueran enviados por separado de la familia del fallecido.
Disputas internas con la LNC llevaron a Broun y Sprye a perder el control del esquema, y retrasos posteriores y alegaciones de la mala administración causó más cambios al esquema de administración. En septiembre de 1853 bajo una nueva directiva de confianza el trabajo comenzó en el esquema. Un sitio para la terminal del riel de Londres fue identificado y arrendado, y 2200 acres (8.9 km²) de terreno extendiéndose desde Woking hasta Brookwood fue comprado a Lord Onslow. Los 400 acres (1.6 km²) más al Oeste, en el fin de Brookwood, fueron designados para el sitio inicial del cementerio, y una rama de la vía del ferrocarril fue construida en este sección de la vía principal. El 7 de noviembre de 1854 el nuevo cementerio abrió y la sección Anglicana al Sur fue consagrada por Charles Sumner, obispo de Winchester. En el momento era el cementerio más grande del mundo. El 13 de noviembre el primer tren programado a salió de la nueva Estación de la Necrópolis de Londres al cementerio, y el primer entierro (el entierro de los gemelos nacidos muertos de un Señor y Señora Hore de la calle Ewer, Borough) tomo lugar.

## Ramificación del ferrocarril al Cementerio
William Cubitt decidió que el terreno del sitio inicial del cementerio era más adecuado puesto en una ramificación del ferrocarril al Oeste del cementerio. Los trabajos comenzaron en tierra y rieles para la nueva rama a principios de 1854. La rama de una sola vía fue completada a tiempo para la apertura dos meses después, a un costo total de construcción de £1419 17 chelines y 6 centavos (cerca de £115,000 en términos del poder adquisitivo del 2016). La unión con el LSWR, conocida como unión Necrópolis, tenía vista al Oeste, significando que los trenes a y desde Londres estaban obligados a ir en reversa entrando y saliendo de la ramificación. Ninguna cola de maniobras fue proveída en la unión Necrópolis, un solo cruce permitía a los trenes de la rama Necrópolis ir en reversa hacia el límite Norte de la vía del LSWR.
La nueva ramificación corría al este de la Unión Necrópolis en una pendiente colina abajo. Después de pasar a través de las rejas blancas marcando el límite del cementerio, se curvaba al Sur hacia el Norte a la sección, inconformista del cementerio, el sitio Norte de la estación. La vía se enderezaba y corría al Sureste sobre un nivel cruzando a través de los límites del Cementerio, la calle dividiendo la mitad Norte y Sur del sitio inicial del cementerio. Después de cruzar los límites del cementerio la rama volteaba al Este y corría a través de la sección Sur Anglicana del cementerio, terminando en la estación Sur cerca del camino de Bagshot hacia Guildford (hoy en día la A322) el cual marcaba el límite Este del sitio. Junto con los caminos principales y las rutas en el cementerio, toda la rama estaba alineada con secuoyas (árboles gigantes), la primera plantación significante de estos árboles (apenas introducidos en Europa en 1853) en Bretaña. Aparte de una corta vía muerta de 91.4 metros justo al Sur de los límites del cementerio, construida en 1904-05 para servir como talles de albañilería de la nueva LNC, el diseño de la ramificación permaneció sin cambios durante sus operaciones. En 1914 una torre de agua hecha de ladrillos fue añadida cerca del taller de albañilería, para permitir que las locomotoras de la LNC rellenaran sus tanques antes de regresar a Londres evitando así la necesidad de interrumpir su viaje y rellenar en Woking.
El suelo de grava de poca calidad, el cual había sido la razón principal del bajo costo del sitio y su selección como sitio para el cementerio, era poco adecuado para la cama de las vías del ferrocarril. Los rieles de la LNC, y en particular las traviesas, se deterioraron rápidamente y necesitaron ser constantemente reemplazados.
En los primeros años de operación del cementerio, las locomotoras transportando los trenes fúnebres desde Waterloo no viajaban bajo la rama hacia el cementerio, ya que dejaría el motor en el lado erróneo del tren para el viaje de regreso. En vez de esto, el tren se detendría inmediatamente después de pasar la Unión Necrópolis, y los vagones serían desenganchados del motor. Un equipo de caballos negros entonces arrastraría los vagones bajo la rama en pendiente a las dos estaciones del cementerio. Mientras el tren estaba en la línea ramificada el motor sería reposicionado de manera que estuviera al frente del tren una vez que los caballos lo sacaban de la rama hacia la línea principal.
En 1864 se abrió la estación de ferrocarril Brookwood (necrópolis) en el LSWR, inmediatamente al este de la Unión Necrópolis. En conjunción con la construcción de la estación una cola de maniobras fue añadida en la Unión Necrópolis, permitiendo reposicionarse a las locomotoras del frente a la parte trasera del tren. Desde ahí en adelante, arribando a la unión Necrópolis desde Londres el motor no sería reposicionado, sino que empujaría el tren hacia el cementerio desde la parte trasera, bajo la supervisión cercana del personal de la LNC. Esto dejaba el motor posicionado para jalar en tren fuera del cementerio, después de lo cual usaría la cola de maniobras para moverse al otro lado del tren y jalarlo de regreso a Londres. Entre 1898 y 1904 la línea del LSWR a través de Brookwood fue incrementada de dos a cuatro vías; una franja delgada de la parte Norte del cementerio fue cedida al LSWR para permitir el ensanchamiento de la línea. La estación Brookwood fue reconstruida, y una nueva unión con el Oeste de la estación permitía pasar a los trenes entre la rama del cementerio y todas las cuatro líneas del LSWR.

## Operaciones
La Compañía de la Necrópolis de Londres ofrecía tres clases de funerales, lo cual también determinaba el tipo de boleto de ferrocarril vendido a los dolientes y a los fallecidos. Un funeral de primera clase permitía a la persona comprando el funeral seleccionar el sitio de la tumba de su interés en cualquier lugar del cementerio; en el momento de su apertura los precios empezaron en £2 y 10 chelines ( cerca de £212 en términos del 2016) por un plano básico de 2.7 × 1.2 metros sin ninguna especificación especial para el ataúd. Era esperado por la LNC que aquellos usando tumbas de primera clase levantarían un memorial permanente de alguna clase en el curso del funeral. Funerales de Segunda clase costaban  £1 (cerca de  £85 en términos del 2016) y permitía algún control sobre la ubicación del entierro. El derecho a levantar un memorial permanente costaba 10 chelines adicionales (cerca de £42 en términos del 2016); si un memorial permanente no se levantaba la LNC se reservaba el derecho a re-usar la tumba en el futuro. Funerales de Tercera clase estaban reservados para funerales pobres; aquellos enterrados bajo gastos de parroquias en la sección del cementerio designada para esa parroquia. A pesar de que la LNC tenía prohibido usar tumbas en masa (otra que no fuera el entierro de parientes más cercanos en la misma tumba) y así hasta el funeral de clase más baja proveía una tumba separada para los fallecidos, los funerales de Tercera clase no tenían el derecho de levantar un memorial permanente en el sitio. (las familias de aquellos enterrados podían pagar después para mejorar una tumba de tercera clase a una de mayor clase si querían levantar un memorial más tarde, pero esta práctica era poco común.)
En el momento que el servicio fue inaugurado, los trenes de la LNC estaban divididos por case y religión, con secciones separadas de Anglicanos e inconformistas con compartimientos separados de Primera, Segunda y Tercera clase en cada uno. Esta separación aplicaba pata tanto pasajeros vivos como muertos. Esto era para prevenir la mezcla de personas con diferentes trasfondos sociales y angustiando posiblemente a los dolientes así como para prevenir que cuerpos de personas de diferentes clases sociales fueran llevados en el mismo compartimiento, no tanto para proveer diferentes niveles de instalaciones para diferentes tipos de dolientes; los compartimientos intencionados para todas las clases y religiones eran muy similares en el diseño y la diferencia principal era diferente ornamentación en las puertas de los compartimientos. A las 11:35 AM (11:20 en domingos) el tren saldría de Londres a Broowkood, llegando a la Unión Necrópolis a las 12:25 p. m. (12:20 p. m. en domingos).
los trenes de la LNC eran capaces de transportar grandes cantidades de dolientes cuando se requería; el empresario fúnebre Norwroji Saklatwala el 25 de julio de 1938 vio a 155 dolientes viajando en primera clase en un tren de la LNC. Para funerales extremadamente grandes tales como los de figuras públicas, el LSWR proveería trenes adicionales desde Waterloo hasta la estación Brookwood en la línea principal para satisfacer la demanda. Charles Bradlaugh, miembro del Parlamento para Northampton, fue un abogado vocal de Indus auto-gobernados y una figura popular entre la comunidad India en Londres, muchos de los cuales atendieron a su funeral el 3 de febrero de 1891.  Más de 5000 dolientes fueron transportados en tres trenes largos especiales del LSWR, uno de los cuales tenía 17 vagones de largo. Los dolientes incluyendo el joven de 21 años Mohandas Gandhi, quien recolecto presenciando un ruidoso argumente entre "un campeón ateo" y un hombre del Clero en la estación Norte mientras esperaba el regreso del tren.
Los trenes de regreso a Londres generalmente salían de la estación Sur a las 2:115 PM y de la Unión Necrópolis a las 2:30 p. m.; el viaje de regreso inicialmente tomaba cerca de una hora debido a la necesidad de detenerse a rellenar el motor con agua, pero después de la construcción de la torre de agua en el cementerio este tiempo bajo a 40 minutos. Un acuerdo en 1854 entre la LNC y el LSWR dio consentimiento a la LNC para operar dos o tres trenes fúnebres cada día si la demanda lo garantizaba, pero los niveles de tráfico nunca crecieron tanto para activar esta cláusula.
El tren solo funcionaba si había pasajeros o ataúdes esperando en la terminal de Londres para usarlo, y tanto el viaje de Londres a Brookwood y el regreso posterior serían cancelados si nadie estaba programado para dejar Londres esa mañana. No funcionaría si solo había un solo ataúd de Tercera o Segunda clase que llevar, y en estos casos el grupo del ataúd y funeral debería esperar hasta el siguiente servicio. Generalmente los trenes iban directo de Londres al cementerio, además de paradas ocasionales rellenar el tanque de agua. Entre 1890 y 1910 los trenes también paraban algunas veces en Vauxhall y la Unión Clapham para el beneficio de dolientes desde el Sur Oeste de Londres quienes no querían viajar vía Waterloo, pero estas paradas intermediarias fueron suspendidas y nunca reinstaladas. Después del 1º de octubre de 1900 los trenes de Domingos fueron suspendidos, y desde 1902 se terminaron los servicios diarios de trenes y los trenes solo funcionaban cuando se requerían.

### Tarifas
El Acto del Parlamento establecía que la LNC tenía precios máximos específicos para los precios de boletos para el ferrocarril y el tráfico nunca creció a un nivel suficiente al cual hubiera sido justificado que la LNC o el LSWR tuvieran que emprender acciones costosas que consumieran mucho tiempo como para hacer un cambio en la legislación. Como consecuencia, a pesar de los efectos de la inflación, competencia y costos variables las tarifas del ferrocarril de la Necrópolis de Londres nunca cambiaron durante los primeros 85 de los 87 años de operación. Se le cobraba 6 chelines a los pasajeros vivos en primera clase, 3 chelines y 6 centavos en segunda clase y 2 chelines en tercera clase (en 1854 valía cerca de  £25,  £15 y  £8 respectivamente en términos de consumo en el 2016) por un boleto redondo, mientras que los pasajeros fallecidos se les cobraba  £1 en primera clase, 5 chelines en segunda clase y 2 chelines y 6d en tercera clase (con un valor en 1854 de aproximadamente  £85,  £21 y  £11 respectivamente en términos de consumo en el 2016) para un boleto sencillo. Ya que el ferrocarril era intencionado para solo ser usado por Londinenses visitando el cementerio o atendiendo a funerales, los únicos boletos que se vendieron a pasajeros vivos fueron boletos redondos desde Londres. En 1918 el LSWR (el cual proveía los vagones de pasajeros para la LNC) abandono los servicios de segunda clase y la LNC como consecuencia discontinuó la venta de tarifas de segunda clase a pasajeros vivos, pero continuó separando los ataúdes en primera, segunda y tercera clase dependiendo en el tipo de funeral reservado.
Intencionalmente bajos en el tiempo de la abertura del ferrocarril y el cementerio, en años posteriores las tarifas fijas ofrecieron una ahorro substancial sobre los boletos de la línea principal a Brookwood (en 1902 la tarifa de 4 chelines de tercera clase en el LSWR hacia Brookwood era el doble del costo equivalente de la LNC). Tráfico adicional de la LNC fue generado por golfistas pasándose por dolientes viajando al campo de golf el cual había sido construido en aquellas partes compradas por la LNC en 1852 que no habían sido incorporadas al cementerio. Las tarifas fijas incitaron quejas de otras firmas fúnebres en Londres después de la apertura del Crematorio de Woking en 1885, como contendientes rivales no se les fue dado acceso a los trenes baratos de la LNC y tuvieron que pagar la tarifa de carga del LSWR (24 chelines en 1885) para enviar los ataúdes a las estaciones de Brookwood o Woking para transferencia al crematorio.
En sus últimos dos años de operación, incrementos por la guerra en costos dejó a la estructura de la tarifa fija insostenible y entre julio de 1939 y enero de 1941 hubo cinco leves ajustes a las tarifas. Las tarifas de los pasajeros vivos incrementaron a 7 chelines con 5 centavos en primera clase y 2 chelines con 6 centavos en tercera clase, con cambios equivalentes para las tarifas de los ataúdes. Estas tarifas permanecían siendo mucho más baratas que las tarifas equivalentes desde Waterloo a Brookwood para ambos pasajeros vivos y muertos en el Ferrocarril del Sur (SR), el cual absorbió la línea del LSWR en la reestructuración de los ferrocarriles de Bretaña en 1923. La estructura de tarifas de enero de 1941 permaneció en uso después de la suspensión de servicios del Ferrocarril de la Necrópolis de Londres en abril de 1941, para los funerales ocasionales conducidos por la LNC usando las plataformas del SR en la estación de Waterloo, pero el SR solo permitía a dolientes atendiendo funerales usar las tarifas baratas y no a aquellos visitando el cementerio.

### Reubicación de cementerios en Londres
Lo hice a la venta por mayor y tenía 220 contenedores muy grandes cada uno conteniendo 26 cuerpos humanos aparte de niños y estos pesaban 43⁄4 cwt. Habían 1,035 cwt de restos humanos enviados tan solo en estos contenedores. Ellos eran transportados en la noche y la Compañía del Cementerio hacia los arreglos para ellos. Cada cuerpo nos ha costado menos de tres chelines. Fue afortunado que términos tan razonables se pudieran hacer en el Cementerio de Woking.

No se puede imaginar un negocio más horrible; los hombres solo podían continuar su trabajo esparciendo constantemente polvo desinfectante. Mi trabajo no era fácil ya que el obispo, el director, los feligreses y particularmente los familiares que habían visto cada paso tomado, y las entrevistas con las personas y la correspondencia había sido buena pero todos están más satisfechos de lo esperado.
Arquitecto Edward Habershon en la reubicación del panteón en el Colegio Cure, octubre de 1862.

Así como tomando control de nuevos entierros de los ahora cerrados cementerios de Londres, la LNC también previó la reubicación física de los terrenos fúnebres existentes a su Necrópolis, para proveer una solución final a los problemas causados por las áreas urbanas de entierros. Los proyectos masivos de ingeniería civil en Londres a mediados del Siglo XIX -los ferrocarriles, el sistema de drenaje y desde los 1860s los precursores para el Subterráneo de Londres- a menudo necesitaban la demolición de cementerios existentes de iglesias. La primera reubicación mayor tomo lugar en 1862, cuando la construcción de la estación de ferrocarril Charing Cross y las líneas de esta necesitaron la demolición del cementerio del Colegio Cure en Southwark. Cerca de  3,800 m³  de tierra fueron desplazados, descubriendo al menos 7,950 cuerpos. Estos fueron empacados en 220 contenedores grandes, cada uno con 26 adultos más niños, y fueron enviados al Ferrocarril de la Necrópolis de Londres hacia Broowkood para su re-entierro, junto con al menos algunas de las criptas existentes del cementerio, a un costo de alrededor de 3 chelines por cuerpo. Al menos 21 cementerios de Londres fueron reubicados en Brookwood por medio del ferrocarril, junto con otros numerosos reubicados por camino después del cierre del ferrocarril.

### Memorial y Cementerio Americano de Brookwood

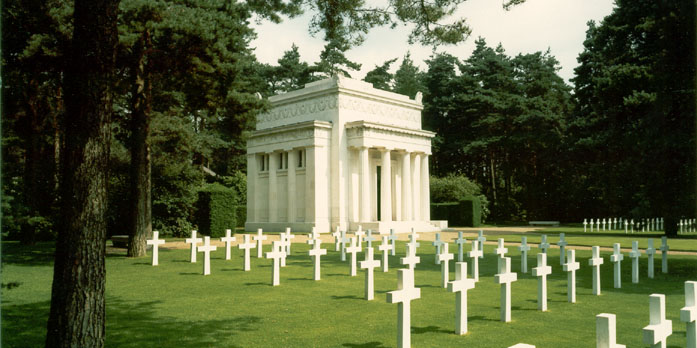
Capilla y tumbas en el Cementerio y Memorial Americano de Brookwood

En 1929 una sección de las tierras de la LNC en Brookwood fue puesta a un lado como el Memorial y Cementerio Americano de Brookwod, el único cementerio en Bretaña para bajas militares estadounidenses de la Primera Guerra Mundial. Ya que la mayoría de las bajas estadounidenses habían ocurrido en Europa continental y habían sido enterradas ahí el número de tumbas en Broowkood era pequeño, con un total de 468 militares enterrados en el cementerio. Después de la entrada de los Estados Unidos a la Segunda Guerra Mundial el cementerio Americano fue agrandado, con entierros de militares estadounidenses empezando en abril de 1942. Con un gran número de personal Americano con base en el Oeste de Inglaterra, un riel dedicado al servicio de transportar cuerpos operaba en Devonport hacia Brookwood. Para agosto de 1944 más de 3600 cuerpos habían sido enterrados en el Cementerio Militar Americano. En este momento los entierros fueron discontinuados y las bajas estadounidenses fueron desde ese entonces enterradas en el Cementerio y Memorial Americano de Cambridge.
Bajo la autoridad de Thomas B. Larkin, Oficial intendente General del Ejército de los Estados Unidos, los militares de E.U. enterrados en Brookwood durante la Segunda Guerra Mundial fueron exhumados en enero-mayo de 1948. Aquellos quienes los familiares más cercanos lo pedían eran enviados a los Estados Unidos para un re-entierro, y los cuerpos remanentes eran transferidos al nuevo cementerio fuera de Cambridge. (el cementerio Americano de Brookwod también había sido sitió donde se habían enterrado a aquellos militares ejecutados mientras servían al Reino Unido, de los cuales sus cuerpos habían sido llevados a Brookwood por tren desde las instalaciones de ejecución Americanas en Shepton Mallet. Ellos no fueron transferidos a Cambridge en 1948, en vez de eso fueron re-enterrados en tumbas sin marcar en el Cementerio Americano Oise-Aisne Plot E, un sitio dedicado para los militares estadounidenses ejecutados durante la Segunda Guerra Mundial.) El servicio de ferrocarril había sido suspendido en 1941, y la estación Norte (renombrada Bar Norte después de terminar los servicios del tren) fue usada como un mortuorio temporal para guardar los cuerpos mientras esperaban ser enviados a E.U.A. o a Cambridge. Ya que la línea ramificada al cementerio ya no estaba en uso, plataformas temporales fueron construidas en la rama sirviendo la Asociación Nacional de Rifles como campo de tiro en Bisley, en el lado opuesto de la línea LSWR del cementerio. Después de la remoción de las tumbas militares de E.U. en el sitio en el que habían sido enterrados fue dividido en dos cementerios para las Fuerzas Libres Francesas y para los prisioneros de guerra Italianos.

## Material móvil

### Locomotoras

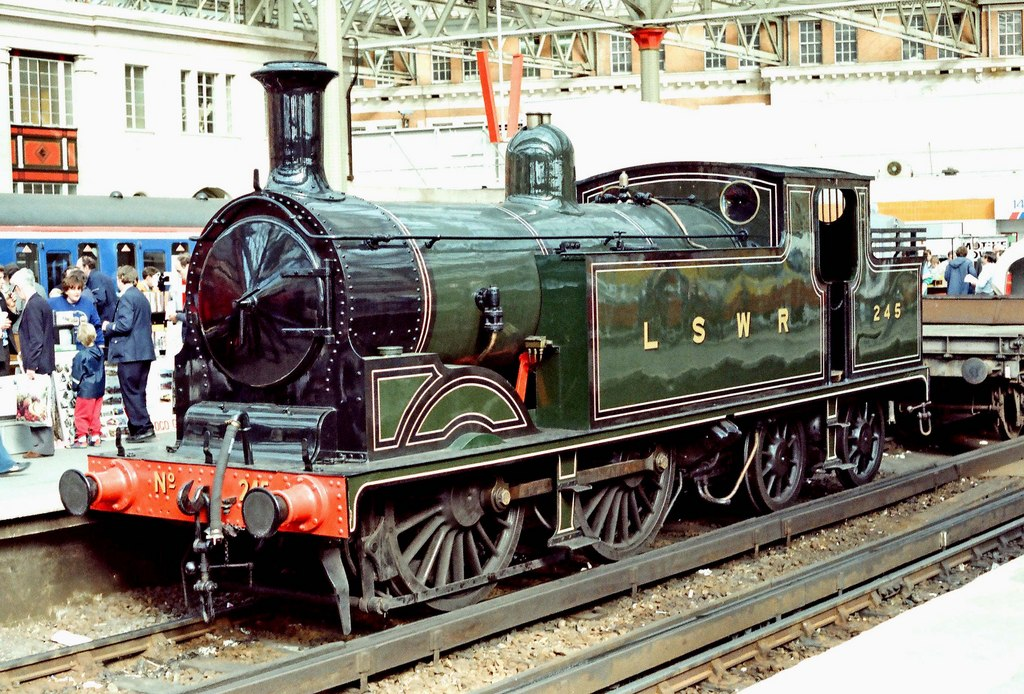
Una locomotora clase M7 de LSWR del tipo que se usaban en el Ferrocarril de la Necrópolis de Londres en su última década de operaciones

Bajo los términos del acuerdo y Acto del Parlamento en 1852 estableciendo la Compañía de la Necrópolis de Londres, el LSWR (después de 1923 SR) proveía las locomotoras y el personal para las operaciones del Ferrocarril de la Necrópolis de Londres. No había alguna locomotora dedicada de la LNC, y los trenes trabajaban con cualquier motor adecuado que estuviera disponible. (Antes de las mejoras a la Unión Necrópolis de 1864, las locomotoras raramente entraban a la línea ramificada del cementerio y los trenes eran arrastrados generalmente en la ramificación por caballos.) Hacia el fin de las operaciones del ferrocarril en los 1930s la ruta fue en su mayoría operada por locomotoras clase M7 de LSWR, usualmente No.255.

### Vagones de pasajeros
Los vagones de pasajeros usados en el Ferrocarril de la Necrópolis de Londres no eran propiedad de la LNC, pero eran prestados por LSWR. Un set de vagones fueron prestados permanentemente, más que ser prestados cuando se necesitaban, ya que el LSWR estaba preocupado de que los pasajeros podrían desalentarse de usar los servicios regulares de LSWR si supieran que sus vagones podrían haber llevado cuerpos muertos recientemente.
El set original de vagones, usados entre 1854 y 1899, eran vagones con cuatro ruedas diseñados por Joseph Hamilton Beattie. Poco fue grabado acerca del número y especificaciones de los vagones. El mismo set de vagones permaneció en uso por más de 40 años, incitando crecientes quejas fuertes de la LNC sobre su calidad deteriorada.
Como parte del acuerdo de 1896 en el cual la LSWR re-equiparía la conjunción de la LNC con el reposicionamiento de la terminal de Londres de LNC, la LNC demandó que los nuevos vagones de pasajeros suministrados por LSWR fueran "de calidad y carácter no inferiores a la línea principal ordinaria de LSWR". Estos nuevos vagones fuero suministrados a finales del Siglo XIX, probablemente en diciembre de 1899. Todos eran de seis ruedas y consistían dos vagones de frenado de pasajeros de 9.2 metros cada uno conteniendo los compartimientos de tercera clase, un compartimiento de equipaje y el compartimiento del guardia; un carruaje de pasajeros de 10.4 metros dividido en tres compartimientos de primera clase y dos compartimientos de Segunda clase; y un carruaje de pasajeros de 9.2 metros dividido en cinco compartimientos de tercera clase (también usados como todos de segunda clase). A pesar de no haber sido grabado, es probable que los otros carros eran también un préstamo permanente a la LNC para usarse como se necesitara.
Este set de carros solo permaneció en uso por un periodo corto y en 1907 fue reemplazado por un nuevo set de carros del cual se sabe poco. En 1917 este set fue reemplazado por dos vagones de frenado de pasajeros de 15.5 metros cada uno conteniendo dos compartimientos de primera clase y cuatro de tercera clase, un carro 15.2 metros con tres compartimientos de primera clase y tres de tercera clase, y un carro de 14 metros con seis compartimientos de tercera clase.
Este set operó por la mayoría del periodo inter-guerra, siendo removido en abril de 1938. Fue reemplazado por un set muy similar de vagones en este momento, el cual fue removido en septiembre de 1939 después del brote de hostilidades a trenes usados para tropas. Los carros fueron reemplazados por el antiguo Tren Real, construido en 1900-04 del ahora difunto Ferrocarril Sudeste y Chatham. Estos carros decorados ornamentalmente fueron aquellos destruidos en el bombardeo de la terminal en Londres en 1941.

### Vagones Fúnebres
A diferencia de las locomotoras y vagones de pasajeros prestadas, la LNC era propietaria de sus propios vagones fúnebres por completo. A pesar de esto, ellos siempre pintaron en color que fuera el actual esquema utilizado por aquellos vagones de LSWR (SR después de 1923), para concordar con los vagones de pasajeros y locomotoras en préstamo a la LNC.
Así como con los vagones para pasajeros vivos, los vagones fúnebres estaban diseñados para prevenir la mezcla de cuerpos con diferentes trasfondos. Cada uno de los vagones originales fue partido en doce secciones en dos filas de seis, cada uno capas de cargar un ataúd; vagones posteriores tenían un diseño poco diferente y probablemente cargaban 14 ataúdes. Los vagones eran adecuados con particiones internas para dividir ataúdes de primera, segunda y tercera clase. La LNC pretendía usar la mitad de los vagones fúnebres para Anglicanos y la otra mitad para ataúdes de inconformistas, para prevenir que los Anglicanos compartieran vagón con los inconformistas, pero en la práctica este arreglo fue usado muy poco. A diferencia de los funerales Victorianos tradicionales, en los que la carroza fúnebre invariablemente dirigiría la procesión del funeral, evidencia fotográfica muestra que la LNC algunas veces pondría el vagón fúnebre en la parte trasera del tren. (debido a que los trenes tomaban reversa desde la Unión Necrópolis hacia el cementerio, sin importar el arreglo usado los vagones fúnebres inevitablemente estarían en la parte trasera del tren por alguna parte del viaje.)
La LNC ordeno seis vagones fúnebres en 1854, dos de los cuales eran operacionales en el momento que el ferrocarril de la Necrópolis abrió. Sus orígenes no fueron escritos, a pesar de que compraron barato sugiriendo que eran conversiones de vagones existentes en vez de construir la orden. Muchos de los archivos de la LNC de este periodo se han perdido y no es seguro cuantos vagones fúnebres fueron entregados y como fueron usados; archivos sugieren que cualquiera entre tres y diez vagones fúnebres fueron comprados o arrendados por la LNC en los primeros años de operación.(ya que cada vagón cargaba de 12-14 ataúdes y es conocido que algunos trenes de funerales a finales del Siglo XIX cargaban más de 60 ataúdes, al menos seis vagones fúnebres tuvieron que haber estado en uso.)
Como parte del acuerdo durante la reubicación de la terminal de Londres, dos nuevos vagones fúnebres fueron entregados a la LNC por el LSWR en 1899. Estos nuevos vagones fúnebres no eran más grandes y se dividían en tres niveles con compartimientos para ocho ataúdes en cada uno, para un total de 24 ataúdes por vagón. Estos reemplazaron los vagones fúnebres en existencia y permanecieron en uso hasta el cierre del Ferrocarril de la Necrópolis. Uno de los vagones fue destruido en el bombardeo de la terminal de Londres en 1941; el otro fue transferido a la SR y permaneció en uso hasta al menos 1950. El antiguo Tren Real traído al servicio de pasajeros en el Ferrocarril de la Necrópolis de Londres en 1939 tenía una gran cantidad de espacio para equipaje y es probable que cuando el tráfico fúnebre era ligero los vagones fúnebres no fueran usados y los ataúdes fueran llevados en el espacio para equipaje.

## Estaciones del Cementerio
Bajo en consejo de William Cubitt las dos estaciones en el cementerio fueron construidas como estructuras temporales, con la expectativa de que necesitarían se reconstruidas una vez que el ferrocarril fuera operacional y que los problemas operando el ferrocarril de esta naturaleza única se resolvieran. Ambas fueron diseñadas por Sydney Smirke, quien presentó sus diseños a la LNC en marzo de 1854.
Cada estación fue construida como edificios de un piso en un explanada cuadrada. El lado adyacente a la línea del ferrocarril se dejó abierta, y aulas se extendían del edificio a lo largo de la plataforma en cada lado. Además de las caras de las plataformas de ladrillo, chimeneas y fundaciones las estaciones fueron construidas enteramente de madera. Cada estación tenía una recepción de primera clase y una ordinaria para dolientes, un cuarto de descanso de primera clase y uno ordinario, y un set de apartamentos para el personal de la LNC. Los cuartos de descanso en ambas estaciones tenían licencia para vender alcohol. El personal de los trenes generalmente esperaría en estos cuartos hasta que los trenes estuvieran listos para regresar a Londres y en al menos una ocasión (el 12 de enero de 1867) el conductor se puso tan borracho que el fogonero tuvo que manejar el tren de regreso a Londres. Este incidente incitó a una queja del LSWR y desde ese entonces la LNC proveyó al personal con comida gratis con tal de que no bebieran más de una pinta de cerveza.
A mediados de 1855 se excavaron bodegas por debajo de las estaciones y la recepción de ataúdes en cada estación fueron convertidas en "cuartos de espera de pobres". Ninguna estación estaba equipada con gas o electricidad; durante su existencia los edificios eran alumbrados con lámparas de aceite y gamas de carbón eran usadas para calentar y cocinar.Las fachadas de las plataformas estaban incorporadas con un margen adicional, con el largo de un ladrillo de hondo y la anchura de la explanada. Este margen facilitaba la descarga de ataúdes desde los niveles más bajos de los vagones fúnebres.
En el arribo a las estaciones los ataúdes usualmente se descargarían en un féretro hecho a mano y jalado por el personal de LNC a la capilla apropiada. Mientras esto ocurría los dolientes eran escoltados a los cuartos de espera de la estación. En el arribo a las capillas los funerales de primera y segunda clase generalmente tendrían un servicio breve (funerales de tercera clase tenían un solo servicio en la capilla apropiada para todos aquellos siendo enterrados). Para aquellos entierros donde el servicio funeral ya se había llevado a cabo en una parroquia o iglesia o en la terminal de LNC en Londres los ataúdes serían llevados directo del tren a la tumba.

### Estación Norte
La estación Norte, sirviendo a los católicos, Parsis , Judíos y Cristianos inconformista así como algunos grupos con parcelas dedicadas en el cementerio Norte tales como actores y Odd fellows, fue la primera estación de la rama. En la apertura del cementerio la Estación Norte incorporaba los alojamientos de James Bailey, superintendente en el cementerio inconformista. En 1861 Bailey se convirtió en el único superintendente y se mudó a una cabaña fuera del terreno y su apartamento fue dado a Richard Lee, un portero del cementerio. Registros de censos muestran que Lee vivió en la Estación Norte, hasta 1865 con su madre Ann y después con su esposa Charlotte, hasta al menos 1871. Un número de personal del cementerio vivió en el apartamento de la estación hasta los 1950s. Para este momento el ferrocarril mismo había cerrado pero el quiosco de refrigerios de la estación permaneció abierto. Escaleras dirigían el camino de la plataforma de 64 metros a la capilla, en la cima de la colina detrás de la estación.
Entre 1942 y 1944 un gran número de personal en servicio Aliado fue enterrado en la sección militar del cementerio de Brookwood. Bajo la autoridad de Thomas B. Larkin, Intendente General del Ejército de Estados Unidos, 3,600 cuerpos de militares estadounidenses fueron exhumados en enero-mayo de 1948 y enviados a los Estados Unidos para re-entierro. El servicio del ferrocarril se había suspendido en 1941 y la estación Norte (renombrada Bar Norte después de terminar los servicios de ferrocarril) fue usada como un mortuorio para almacenar estos cuerpos mientras esperaban ser enviados a Estados Unidos.
En el retiro del Señor y Señora Dendy en 1956, quienes operaban el quiosco de refrigerios en el edificio de la estación desde 1948 hasta 1956 y vivieron en el apartamento de la estación, el edificio fue abandonado. Fue demolido en los 1960s debido a podredumbre seca.

### Estación Sur
El diseño de la Estación Sur fue muy similar al de la Estación Norte. A diferencia de las escaleras de la plataforma en la Estación Norte, la plataforma de la estación Sur tenía una rampa llevando a la capilla Anglicana en la parte norte de la plataforma. Un cobertizo adyacente a la estación almacenaba los féretros, usados para transportar los ataúdes alrededor del gran cementerio Sur. En el momento que abrió la línea ramificada la plataforma da la Estación Sur tenía solo 39 metros de largo, mucho más corta que la plataforma de 64 metros de la estación Norte. En algún punto la plataforma fue extendida grandemente al Sur del edificio de la estación a un largo total de 78 metros, permitiendo la descarga discreta de equipo sin molestar a los usuarios de la estación.
En el momento que abrió el apartamento en la estación albergó a George Buppel, el superintendente del cementerio Anglicano. Como con la estación Norte, una vez que James Bailey se volvió el único superintendente en 1861 el uso del apartamento fue permitido al portero del cementerio y albergó a una sucesión de personal del cementerio durante los años. Después de la suspensión de los servicios del ferrocarril en 1941 el edificio fue renombrado Bar Sur, y permaneció en uso como un quiosco de refrigerios. Los últimos operadores del quiosco, el señor y señora Ladd, se retiraron a finales de los 1960s y desde ese entonces en adelante el edificio de la estación fue usado como un almacén del cementerio. Alrededor de la mitad del edificio fue destruida por un incendio en septiembre de 1972. El edificio era popular con los entusiastas del ferrocarril y la arquitectura como una pieza distintiva de la arquitectura ferroviaria Victoriana, pero a pesar de una gran campaña para preservar las secciones sobrevivientes del edificio de la estación (además de la plataforma) fueron demolidos poco después. Para el momento de su demolición la estructura "temporal" tenía 118 años de edad.

### Estación Brookwood
En el momento de la apertura del cementerio, la estación de tren más cercana además de aquellas en la ramificación del cementerio era la estación de Woking a 6.4 kilómetros de distancia. Ya que solo un tren por día corría de Londres a las estaciones del cementerio y hasta ese tren solo corría cuando había funerales programados, el acceso al cementerio era difícil para los dolientes el personal de la LNC. A pesar de que en las negociaciones de la creación del cementerio la LSWR había dicho a LNC que ellos planeaban construir una estación para la vía principal cerca del cementerio, ellos no lo habían hecho.
En 1863, con el cementerio operando completamente y un nuevo manicomio planeado cerca de Brookwood probablemente incrementando el tráfico, la LSWR aceptó construir una estación en la vía principal en Brookwood, junto con mejoras a la Unión Necrópolis y explanada para mercancías, con tal de que la LNC previera el terreno suficiente y construyera el camino a la estación y la casa del cuidador para la nueva estación. La nueva estación, llamada Brookwood (Necrópolis) estación de ferrocarril (el sufijo fue dejado gradualmente), abrió el 1º de junio de 1864. Un substancial pueblo cercano creció alrededor del lado Norte (parte no cementerio) de la nueva Estación, y el edificio de la estación (en el lado norte de las vías) fue agrandado en 1890. En conjunto con estos trabajos, una línea ramificada fue añadida en 1890 desde una bahía plataforma al campo de tiro de la Asociación Nacional de Rifles en Bisley, yendo del Oeste al Norte de la línea principal de LSWR antes de curvear al Norte a Bisley.
En 1903 al cuadruplicar las vías de LSWR se necesitó una mayor reconstrucción de la estación. La plataforma baja (límite Oeste) fue demolida, y una nueva plataforma de 175 metros fue construida, junto con un segundo edificio de la estación con vista al cementerio, desde donde un camino a pie llevaba a través de las vías de la rama del cementerio al cementerio.

## Estaciones de Londres
Un sitio para la terminal de Londres cerca de Waterloo fue sugerido por Sir Richard Broun. Su proximidad con el Támesis significaba que los cuerpos podrían ser transportados de manera barata a la terminal por el agua desde la mayoría de Londres, y el acceso al área era fácil desde ambas partes Norte y Sur del Río por la calle. Los arcos del enorme viaducto de ladrillos cargando el LSWR hacia el Puente de la Estación Waterloo (ahora la estación de Waterloo en Londres) fueron fácilmente convertidos en mortuorios. Broun también sentía que el viaje fuera de Londres desde el puente de Waterloo sería menos angustioso para los dolientes; mientras que la mayoría de las rutas de riel fuera de Londres iban a través de túneles y cortes hondos a través de áreas con poblaciones densas, en este momento el desarrollo urbano de lo que ahora es el Sur de Londres no había tomado lugar y la ruta de LSWR iba casi por completo a través de paisajes y campos. La LNC también contemplaba tomar control sobre la antigua terminal de el LSWR en la estación de ferrocarril Nine Elms (que después de la apertura de 1848 de la conveniente Estación del Puente de Waterloo fue usada solo para tráfico de bienes, trenes alquilados para llevar migrantes a Norteamérica, y los trenes privados de la familia real) como ya sea la terminal principal o secundaria. A pesar de las objeciones de residentes locales preocupados por los efectos de grandes cantidades de cuerpos potencialmente siendo almacenados en grandes áreas residenciales, en marzo de 1854 la LNC aceptó una sola terminal en Waterloo y compró un terreno entre la Calle del Puente Westminster y la Calle York (ahora Calle Leake) para el sitio. El arquitecto William Tite y el Ingeniero William Cubbit realizaron un diseño para la estación, el cual fue aprobado en junio de 1854.

### Primera terminal de Londres  (1854–1902)
El diseño de Tite y Cubbit estaba basado alrededor de un edificio principal de tres pisos, separado del viaducto principal del LSWR por un acceso privado por debajo de las líneas gemelas de la LNC, pretendiendo permitir a los dolientes a llegar y salir discretamente y evitar la necesidad de carros fúnebres deteniéndose en la vía pública. El edificio albergaba dos mortuorios, la sala de juntas de LNC y los talleres fúnebres y una serie de salas de espera separadas para aquellos atendiendo a funerales de primera, segunda y tercera clase. Un elevador de vapor subía los ataúdes de los pisos inferiores al nivel de la plataforma superior. A pesar de que la terminal original de Londres no tenía su propia capilla, en algunas ocasiones los dolientes no podían o no querían hacer el viaje a una ceremonia en Brookwood pero por razones personales y religiosas no podían llevar a cabo el servicio del funeral en una iglesia en Londres. En estas ocasiones uno de los cuartos de espera podía ser usado como una capilla improvisada para el funeral.
Ya que el sitio de la estación era adyacente a los arcos del viaducto del LSWR, bloqueaba cualquier incremento en el número de líneas sirviendo a la estación de Waterloo (renombrada Estación del Puente Waterloo en 1886). El crecimiento urbano en el área de lo que ahora es el Sur de Londres, por la cual los trenes desde Waterloo corrían, llevó a una congestión en la estación y en 1896 el LSWR presentó formalmente a la LNC una propuesta para proveer a la LNC con una nueva estación a cambio del sitio de la terminal existente. La LNC estuvo de acuerdo con las propuestas, a cambio de ceder el control del diseño de la nueva estación a la LNC y rentar la nueva estación a la LNC por una renta simbólica en perpetuidad, proveyendo nuevo material móvil, removiendo cualquier límite en el número de pasajeros usando el servicio de la Necrópolis y proveyendo el transporte libre de material móvil y equipamiento para ser usado en el cementerio. A pesar de que la LSWR no estaba nada feliz con lo que ellos habían considerado como demandas excesivas, en mayo de 1899 las compañías firmaron un acuerdo en el que la LSWR cedía en todas las demandas de la LNC. Además la LSWR pago  £12,000 en compensación (cerca de  £1.22 millones en términos del 2016) por la inconveniencia de reubicar la estación de la LNC y sus oficinas, y acordaron que los dolientes regresando del cementerio podrían viajar en cualquier tren de LSWR a Waterloo, Vauxhall o la Unión Clapham.

### Segunda terminal de Londres (1902–1941)

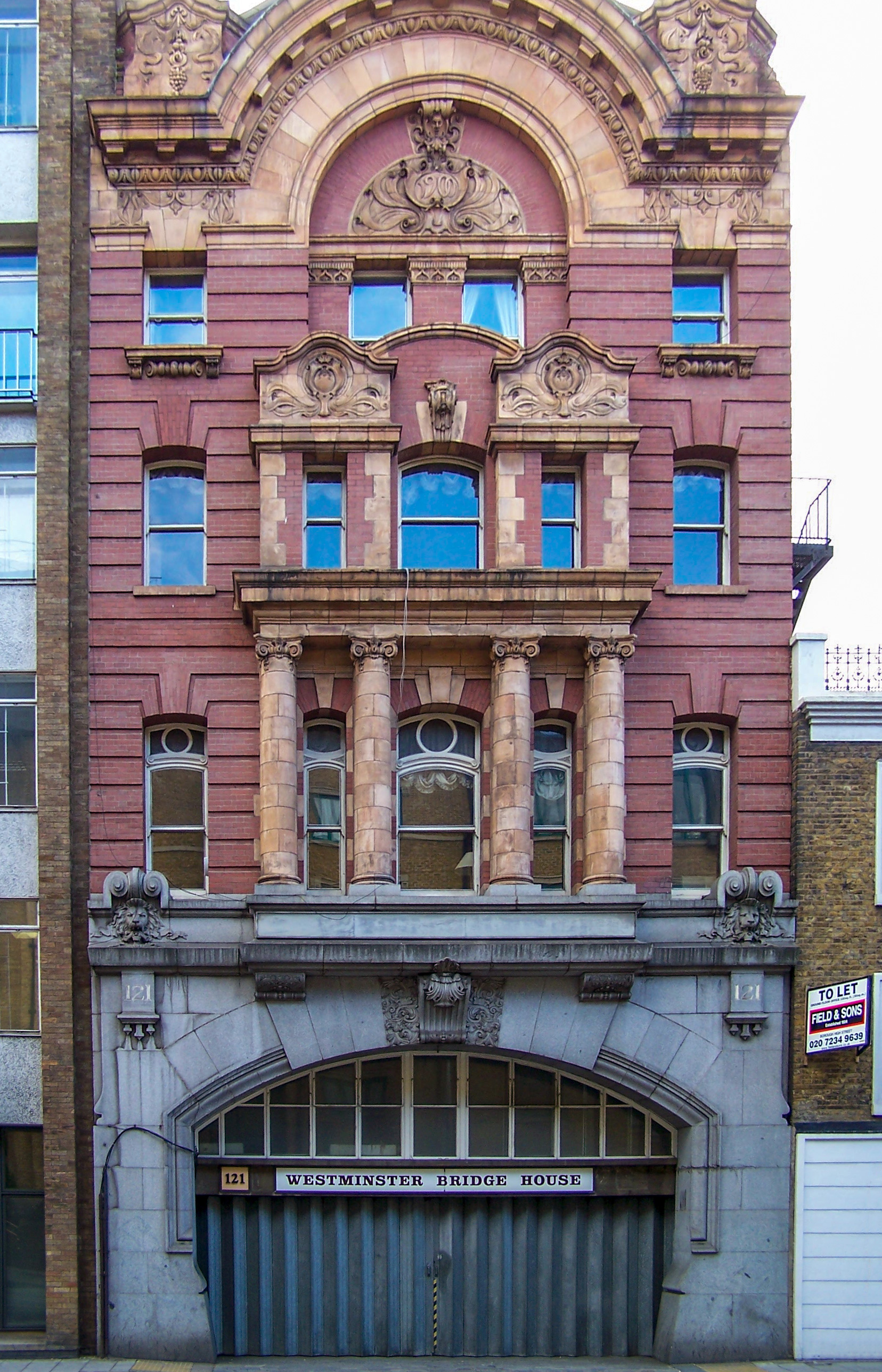
Oficinas en la vía del Puente Westminster de la LNC y la entrada de primera clase a la terminal de 1902.

Un sitio para el reemplazo de la terminal fue comprado por la LSWR en 1899, al sur del sitio existente y en el lado puesto de la vía del Puente Westminster. Fue completado el 8 de febrero de 1902, y el viaducto de la LSWR fue ensanchado para servir a una muy ampliada estación de Waterloo, destruyendo cualquier rastro de la terminal original de la LNC.
El nuevo edificio fue diseñado para ser atractivo y moderno en contraste con la decoración melancólica tradicional asociada con una industria fúnebre. Un edificio estrecho de cuatro pisos en la vía del Puente Westminster tenía las oficinas de la LNC. Detrás de él estaba la terminal principal; esta tenía una sala de espera comunal de tercera clase, mortuorios y almacenes, los talleres de la LNC, y una suntuosa Capilla Ardente con paneles de roble, destinada a los dolientes incapaces de hacer el viaje a Brookwood para rendir respetos a sus fallecidos. Este edificio llevaba a dos plataformas, alineadas con salas de espera y una taquilla.

### Destrucción
Durante la Segunda Guerra Mundial la estación de Waterloo cerca de los puentes del Támesis fue un blanco significante para bombardeos y hubo varios tiros fallidos cercanos en la estación durante el bombardeo aéreo de Londres en 1940-41. A pesar de que hubo varias interrupciones al servicio del ferrocarril de la Necrópolis debido a acciones enemigas en partes de la línea, la estación de la Necrópolis se encontraba sin daños durante los principios de la campaña de bombardeos. Durante la noche del 16-17 de abril de 1941, en uno de los últimos mayores ataque aéreos en Londres, bombas cayeron repetidamente en el área de Waterloo. El material móvil atracado en la vía muerta de la Necrópolis fue incendiado, y el arco de la ramificación conectando la línea principal a la terminal de la Necrópolis fue dañado, pero el edificio propio de la terminal permaneció intacto.
A las 10:30 p. m. múltiples dispositivos incendiarios y bombas de alto impacto golpearon la sección central del edificio de la terminal. Mientras que el edificio de oficinas y las plataformas sobrevivieron, los talleres, la acera y la Capilla Ardente fueron destruidos, junto con la sala de espera de tercera clase. El ingeniero de la división Sur del ferrocarril inspeccionó el daño a las 2:00 p. m. el 17 de abril y su reporte simplemente decía "los edificios de la Necrópolis fueron demolidos". El 11 de mayo de 1941 la estación fue oficialmente declarada cerrada.
El último grupo registrado para un funeral llevado en el Ferrocarril de la Necrópolis de Londres fue el del pensionado de Chealse Edward Irish (1868-1941), enterrado el 11 de abril de 1941. El ferrocarril del Sur ofreció a la LNC el uso temporal de la plataforma 11 o 12 de la estación de Waterloo para permitir que el servicio continuara, pero se negó a dejar que la LNC continuara vendiendo boletos baratos a los visitantes viajando a y desde las estaciones del cementerio además de aquellos involucrados en un funeral ese mismo día, significando que aquellos visitando el cementerio además de familiares de los funerales tenían muy pocas razones para elegir los trenes irregulares y poco frecuentes de la LNC sobre el servicio rápido y frecuente del SR a Brookwood. La LNC intento negociar un trato por el cual los dolientes verdaderos podrían todavía viajar de forma barata al cementerio en el servicio de las 11:57 AM a Brookwood (el servicio del SR más cercano al tiempo de partida tradicional de la LNC), pero la administración del SR, ellos mismos bajo presiones financieras severas debido al tiempo de guerra, se negaron a prometer cualquier otro compromiso.

## Cierre
En septiembre de 1945, después del fin de hostilidades, los directores de la LNC se reunieron para considerar si reconstruir la terminal y reabrir el ferrocarril de la Necrópolis de Londres. A pesar de que la línea principal de Waterloo hacia Brookwood había permanecido en uso a lo largo de la guerra y se encontraba en buenas condiciones, la línea ramificada de Brookwood hacia el cementerio había estado sin uso en su mayoría desde la destrucción de la terminal en Londres. Con el suelo del cementerio causando deterioro a la ramificación aun cuando había estado en uso y regularmente mantenida, la línea ramificada estaba en condiciones deplorables.
A pesar de que los promotores originales del esquema habían previsto el Cementerio Brookwood convirtiéndose en el principal o único cementerio, el esquema nunca había sido tan popular como esperaban. En la propuesta original, Richar Broun había calculado que en su primer siglo de operaciones el cementerio habría presenciado alrededor de cinco millones de entierros a un ritmo de 50,000 al año, de los cuales la gran mayoría habría utilizado el ferrocarril. En realidad en el momento del último tren funcionando el 11 de abril de 1941, casi 87 años después de la apertura, solo 203,041 personas habían sido enterradas en el cementerio. Antes del brote de hostilidades, el incremento del uso de la vía motorizada para transporte había dañado la utilidad del ferrocarril para ambos la LNC y el Ferrocarril del Sur. Frente a los costos de reconstruir la línea ramificada del cementerio, construcción de una nueva terminal de Londres y reemplazar el material móvil dañado o destruido por el ataque aéreo, los directores llegaron a la conclusión de que "experiencias pasadas y el cambio presente de condiciones hacían al funcionamiento del tren privado de la Necrópolis obsoleto". A mediados de 1946 la LNC formalmente informó al SR que la vía del Puente Westminster no ser abriría otra vez.

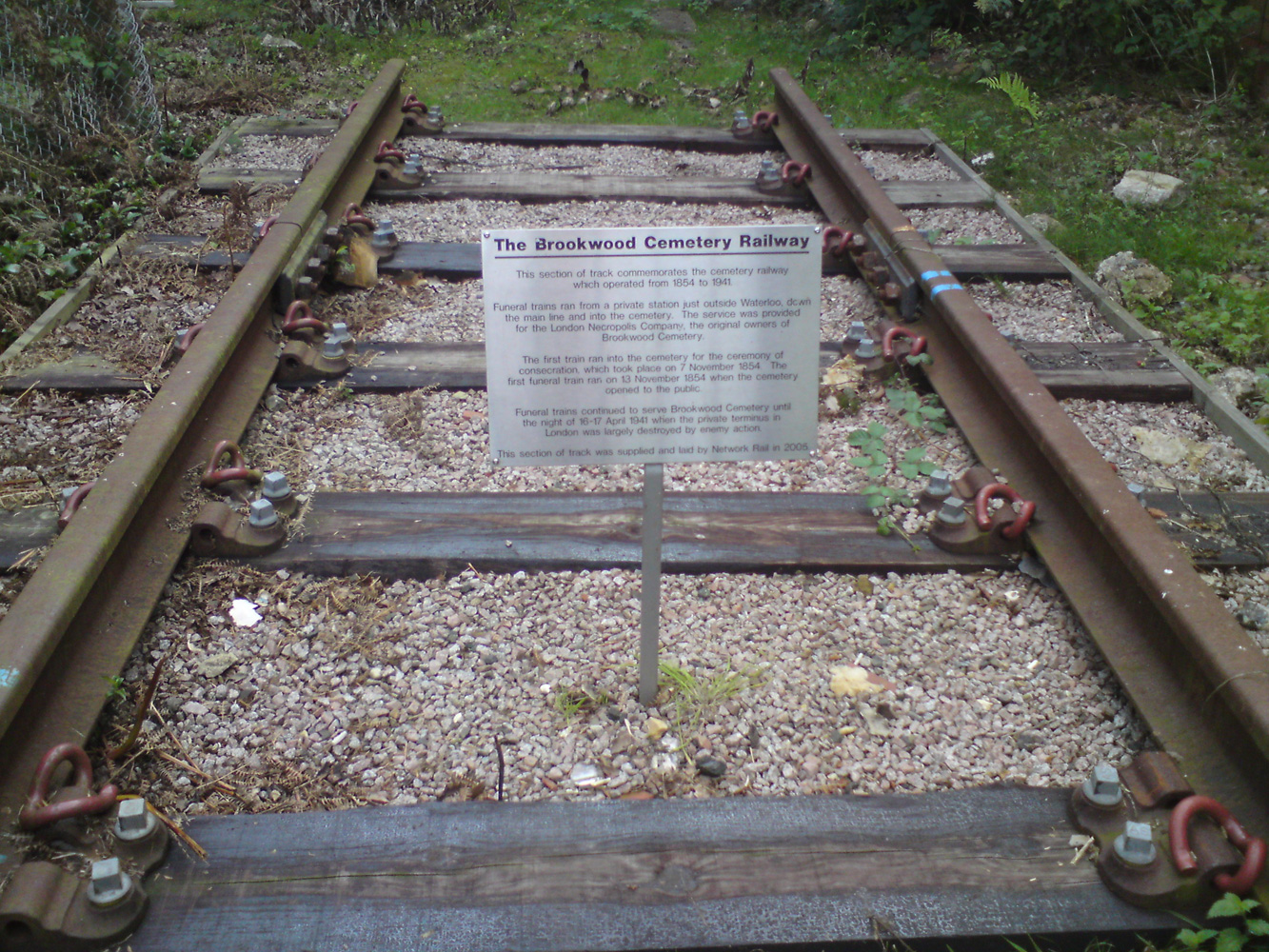
Memorial levantado en Brookwood para el Ferrocarril de la Necrópolis de Londres en el 2007

La decisión incitó negociaciones complicadas con la SR sobre el futuro de las instalaciones de la LNC en Londres. En diciembre de 1946 los directores de ambas compañías finalmente llegaron a un acuerdo. Las porciones relacionadas con el ferrocarril del sitio de la terminal (salas de espera, apartamento del cuidador y las mismas plataformas) pasarían directo a propiedad de la SR, mientras que las porciones restantes sobrevivientes del sitio (el bloque de oficinas en la vía del Puente Westminster, la acera de entrada y la arruinada porción central del sitio) pasarían a la LNC para usar o disponer como ellos vieran correcto. La LNC vendió el sitio a la Asociación Británica Humana en mayo de 1947 por  £21,000 (cerca de £741,000 en términos del 2016) y las oficinas de la LNC fueron transferidas ala oficina del superintendente en Brookwood. La SR continuó usando las secciones sobrevivientes de la pista como vías muertas ocasionales en los 1950s, antes de quitar todo lo que permanecía de esta sección en el sitio.
Mientras que la mayoría de los negocios de la LNC ahora operaban por vía normal, un acuerdo el 13 de mayo de 1946 permitió a la LNC a usar los servicios de SR de la estación de Waterloo a Brookwood para funerales, sujetos a la condición de que si el servicio se usaba demasiado la SR (British Railways después de 1948) se reservaba el derecho a restringir el número de grupos fúnebres en cualquier tren. A pesar de que uno de los vagones fúnebres de la LNC había sobrevivido el bombardeo es poco probable que este fuera usado otra vez, y los ataúdes eran llevados en los espacios para equipaje de los vagones del SR. Los ataúdes eran ya sea enviados a Brookwood antes del grupo del funeral y transportados por vía normal a uno de los mortuorios en las estaciones fuera de uso en el cementerio o viajar en el mismo tren del SR que el grupo del funeral a Brookwood y ser transportados de la estación Brookwood al sitio de entierro o capilla por tierra.
A pesar de que la LNC propuso convertir la rama del cementerio en una gran avenida yendo desde la estación Brookwood a través del cementerio, esto nunca paso. Los rieles y traviesas de la rama fueron removidos por 1947, y la cama de las vías se convirtió en camino de tierra y senderos. La cola de maniobras y talón de la línea ramificada al Oeste de la estación Brookwood permaneció operacional com vías muertas, antes de ser desmanteladas el 30 de noviembre de 1964. Después de la clausura de la rama los edificios de las dos estaciones del cementerio permanecieron abiertas como quioscos de refrigerios y fueron renombradas Bar Norte y Sur.

## Después del cierre

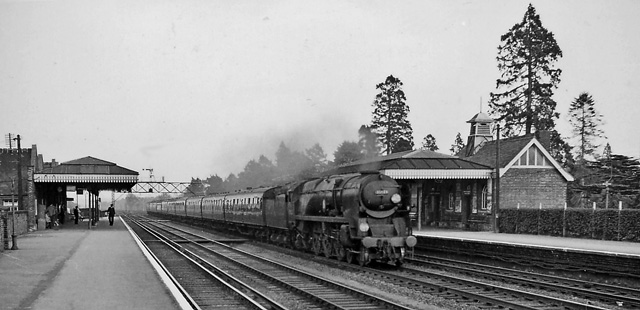
Estación Brookwood a principios de los 1960s. Los árboles altos son los sequoias gigantes plantados en el momento de la apertura del cementerio junto con la Ramificación del Ferrocarril de la Necrópolis.

Después de la nacionalización de los Ferrocarriles Británicos de 1947, el uso del ferrocarril para transportar ataúdes a Brookwood se fue en picada. Nuevos procedimientos operativos requerían que los atáudes fueran llevados en vagones separados de otras cargas; como servicios regulares a la estación Brookwood usaban unidades eléctricas múltiples los cuales no tenían vagones para bienes, ataúdes para Brookwood tuvieron que ser enviados a Woking y después llevados por tierra por la última parte del camino, o un tren especial tenía que ser alquilado. El último funeral por ferrocarril llevado a cabo por British Rail en cualquier parte fue el de Lord Mountbatten en septiembre de 1979, y desde el 28 de marzo de 1988 British Rail formalmente cesó el envío de ataúdes por completo. Desde Mountbatte, el único funeral por ferrocarril llevado a cabo en el Reino Unido ha sido el del exsecretario General de la National Union of Rail, Maritime and Transport Workers, Jimmy Knapp, llevado desde Londres a Kilmarnock para su entierro en agosto del 2001.

### Estaciones
La mayor parte del sitio de la terminal de Londres de 1902 fue construida otra vez con nuevos desarrollos de oficinas en los años siguientes al fin de la Segunda Guerra Mundial, pero el edificio de oficinas en Westminster Bridge Road, sobre la antigua entrada a la estación, permanece relativamente sin alterar en el exterior a pesar de que las palabras "Necrópolis de Londres" grabadas en la piedra arriba de la entrada han sido cubiertas. Remodelaciones y limpiezas restauraron la fachada del edificio en los 1980s a una apariencia similar a aquella del tiempo de su construcción Además de columnas de hierro en la terraza Newnham la cual una vez apoyaba las vías del ferrocarril de la Necrópolis y una sección sobreviviente de la entrada interna usada como estacionamiento, el edificio de Westminster Bridge Road es la única parte sobreviviente del ferrocarril de la Necrópolis en Londres.
La estación Brookwood en la antigua línea del LSWR ( ahora la South Western Main Line y la línea Alton) esta poco cambiada desde su expansión y reconstrucción en 1903. Permanece en uso por viajeros del pueblo que ha crecido al Norte de la línea del ferrocarril y por visitantes al cementerio al Sur de la línea. Un pequeño monumento al ferrocarril de la Necrópolis de Londres consistiendo de una pequeña parte de la vía en la antigua línea fue levantado en 2007 afuera de la entrada Sur (lado del cementerio) de la estación.
El sitio de la estación Norte ha cambiado de manera significante. El mausoleo ornamentado de Sharif Al-Huseein Ben Ali (m. 1998) esta directamente al lado opuesto de los restos de la plataforma. Los operadores de la sección Islámica Shia del cementerio han plantado Leylandii a lo largo del límite de la sección del cementerio, la cual incluye la plataforma Norte de la estación. A no ser que los árboles sean removidos, los restos de la estación se convertirán finalmente en restos escondidos y destruidos por el sobre crecimiento.
El terreno rodeando el sitio de la estación Sur las dos capillas Anglicanas de la estación fueron redundantes después de la clausura del ferrocarril. Com parte del Acto de la Necrópolis de Londres en 1956 la LNC obtuvo consentimiento Parlamentario para convertir la capilla anglicana original en desuso en un crematorio, usando la nueva capilla para nuevos servicios fúnebres y el edificio de la estación para almacenamiento de ataúdes y un cuarto de descanso para aquellos atendiendo las cremaciones. Sufriendo problemas de flujo de efectivo y distraídos por la sucesión de subastas hostiles de toma de control, la administración de la LNC nunca procedió con el esquema y los edificios cayeron en desuso. La estación fue demolida después de ser dañada por un incendio en 1972, a pesar de que la plataforma permanecía intacta.

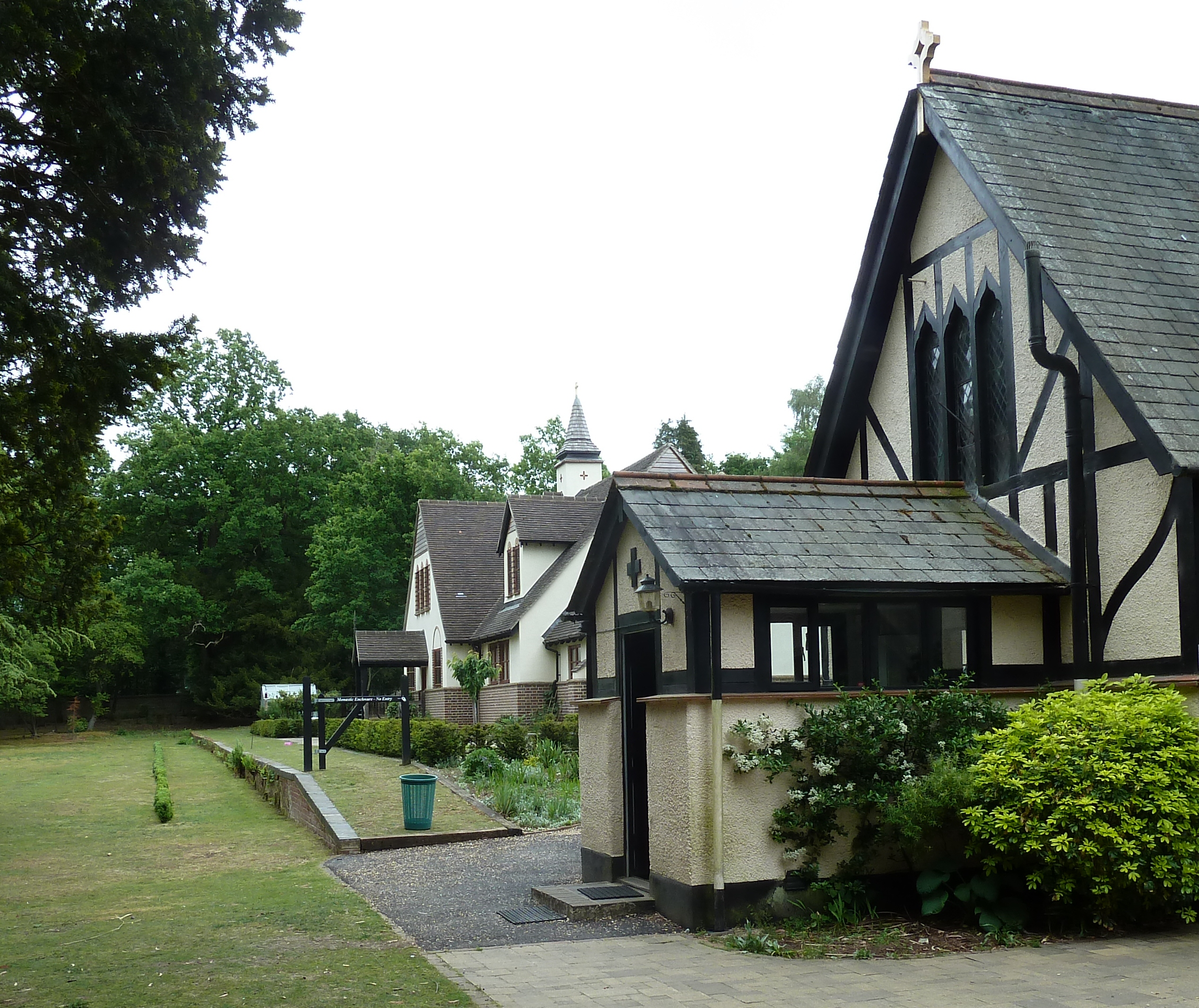
Los restos de la Estación Sur en el 2011. El edificio en el primer plano es la capilla Anglicana de 1854. La plataforma ahora forma parte del límite del monasterio en el antiguo sitio de la estación.

Desde 1982 el sitio de la Estación Sur ha sido propiedad de St. Edward Brotherhood, y forma parte de un Monasterio Ortodoxo Ruso. La capilla original Anglicana es usada como un centro de visitas y viviendas para el monasterio, mientras que la capilla anglicana más grande construida en 1908-09 inmediatamente al Norte de la Estación es ahora la Iglesia Rusa Ortodoxa de St. Edward el mártir, y alberga las reliquias y pertenencias de Edward el mártir, Rey de Inglaterra de 975-978 D.C. El sitio del antiguo edificio de la estación es ahora un edificio principal del monasterio, mientras que la plataforma permanece intacta y ahora marca los límites del recinto del monasterio.

### El Cementerio Brookwood y la LNC
La LNC continuo presionando a la SR y a su sucesor de 1948 British Railways hasta los 1950s en el asunto de tarifas baratas para visitantes al cementerio, pero no fueron capaces de llegar a un acuerdo. En 1957 lo Región Sur de British Railways consideró permitir a la LNC a vender tarifas con descuento de 7chelines y 6 centavos (comparada con tarifa estándar de 9 chelines y 4 centavos) por boletos redondos de día de Londres a Brookwood. PAra este momento la mayoría de los visitantes viajaban por tierra. La LNC sintió que la relativamente menor diferencia entre las tarifas no sería suficiente para atraer de vuelta a los visitantes al ferrocarril, y la propuesta fue abandonada.
Con el área alrededor de Woking para este momento estando muy poblada, las tierras de la LNC se habían convertido en propiedades de mucho valor, y desde 1955 en adelante la LNC se convirtió en el blanco de repetidas subastas hostiles de toma de control de propietarios especulativos. En enero de 1959 la Compañía de Alianzas de Propiedad anunció la toma de control exitosa de la Compañía de la Necrópolis de Londres, trayendo abajo más de un siglo de independencia. La Alianza de Propiedades era una compañía de propiedades com poco interés en el negocio fúnebre, y los ingresos de entierros eran insuficientes para mantener las tierras del cementerio. El cementerio de Brookwood se fue al declive y el cementerio comenzó a regresar a la naturaleza. Esta tendencia continuó bajo la sucesión de dueños posteriores.
El Acto del Cementerio de Brookwood de 1975 autorizó a los dueños del cementerio (en ese momento inversionistas Maximilianos) a vender exceso de tierras dentro de los límites del cementerio, llevando a la construcción de un desarrollo mayor de oficinas en el sitio de la antigua oficina del Superintendente, cerca del antiguo nivel de cruce entre los cementerios Norte y Sur. Los trabajos de albañilería permanecieron operacionales hasta principios de los 1980s, y fueron entonces convertidos en edificios de oficias y llamados Corte Stonemason. En marzo de 1985 el cementerio fue comprado por Ramadan Güney, quien su familia todavía es dueña del cementerio hasta el 2011. La familia Guney se embarcó en un programa para alentar nuevos entierros en el cementerio, y de lentamente limpiar las secciones descuidadas del cementerio.

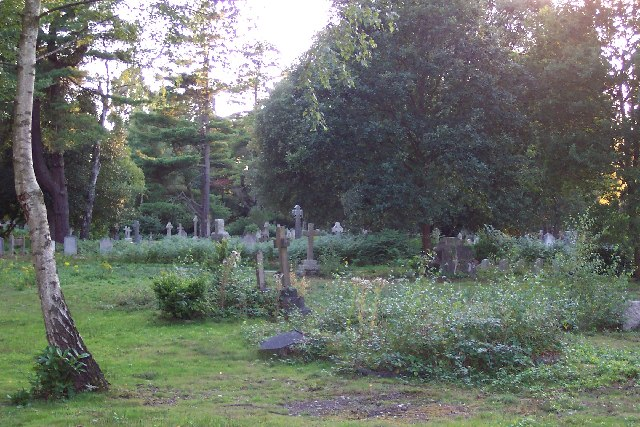
Décadas después de la caída de la LNC, gran parte del cementerio regresó a la naturaleza

Mientras que nunca fue exitoso como planeado, el cementerio Brookwood permanece siendo el cementerio más grande en el Reino Unido y uno de los más grandes del mundo. A pesar de que no era el único ferrocarril dedicado a funerales, el Ferrocarril de la Necrópolis de Londres fue el primero, más duradero y por mucho el más conocido.

## En la cultura popular
Así como formando un elemento clave de la novela de Basil Copper Necropolis (1980), el ferrocarril y cementerio recibieron gran atención después de la publicación (2002) de la novela de Andrew Martin, The Necropolis Railway. Ambos libres fueron críticamente aclamados y llevaron al incremento del interés público en La Compañía de la Necrópolis de Londres y sus operaciones de Ferrocarril.
El 31 de julio de 2015, el primero episodio de la tercera temporada del drama de la televisión de la BBC, Ripper Street, destacó una colisión entre la locomotora de la línea principal y el tren de la LNC el cual había sido puesto en la vía errónea por criminales.